# Al-Mansur Fakhr al-Din Uthman
Al-Mansur Fakhr al-Din Uthman, död 1484, var en egyptisk regent. Han var sultan i mamlukdynastins Egypten mellan 1453 och 1453.